# Kyste rénal

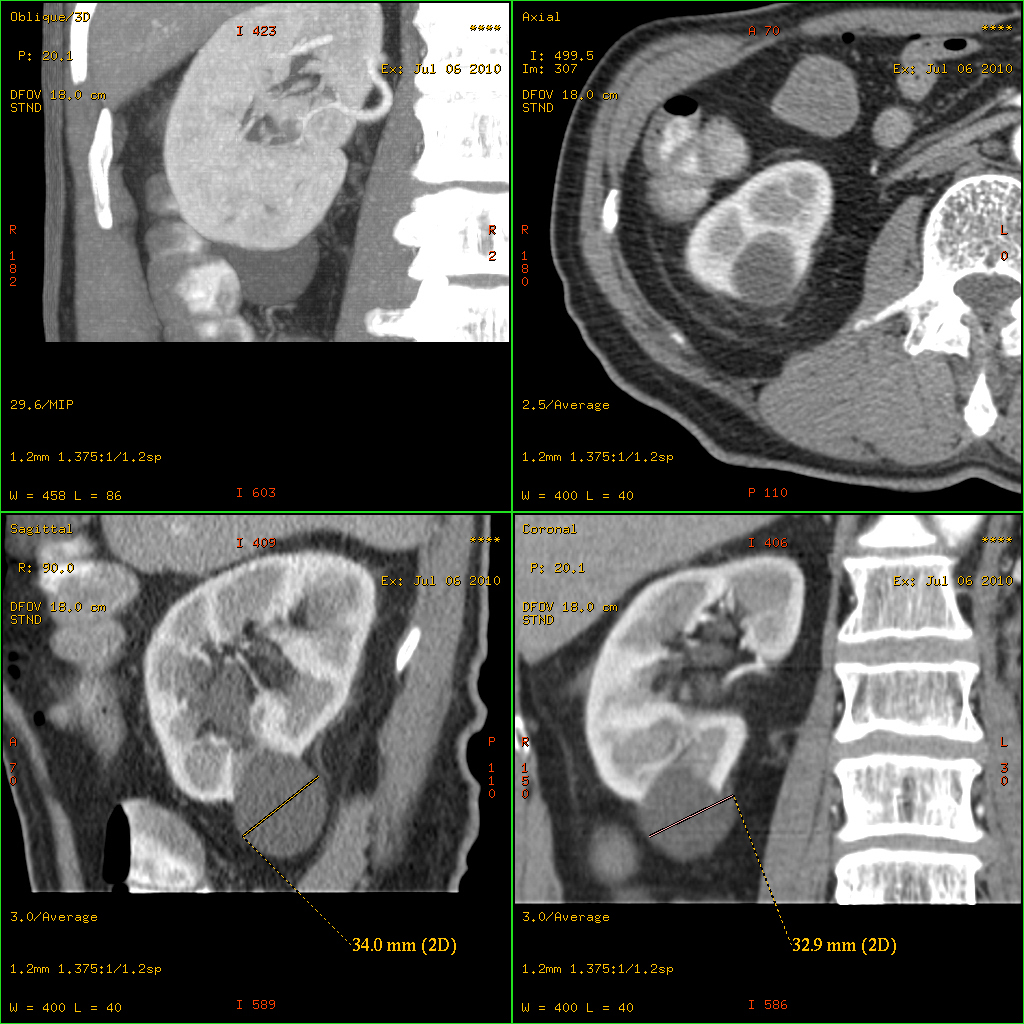
Coupes scanographiques d'un kyste du pôle inférieur du rein droit

Un kyste rénal est une sorte de poche sur le rein contenant du liquide. Sa formation est assez fréquente en vieillissant. Les kystes sont souvent bénins (kyste simple) et ne nécessitent aucun traitement ou suivi particulier.
Dans certaines maladies rénales génétiques telles que la polykystose rénale type récessif (PKR) ou la polykystose rénale type dominant (PKD), du fait de l'abondance et de la grosseur des kystes, les reins polykystiques peuvent prendre un volume considérable. Le diagnostic repose principalement sur l'échographie qui révèle les kystes. Une échographie négative après l'âge de 30 ans permet d'éliminer le diagnostic de PKD.
Avoir des kystes dans le rein ne signifie donc pas que l’on a une maladie héréditaire. On peut même dire qu’il est banal pour un adulte d’avoir un ou deux kystes dans un rein.